# Tập đoàn quân 35 (Liên bang Nga)
Tập đoàn quân binh chủng hợp thành 35 Huân chương Cờ Đỏ (tiếng Nga: 35-я общевойсковая Краснознамённая армия, số hiệu đơn vị: 62825, ký hiệu bằng tiếng Nga: 35 ОА, ký hiệu bằng tiếng Anh: 35 CAA) là một đơn vị quân sự chiến lược của Lục quân Liên bang Nga, thuộc Quân khu Đông. Tập đoàn quân 35 được thành lập năm 1991, nhưng có lịch sử lâu hơn thế, từ thời Chiến tranh thế giới thứ hai. Huân chương Cờ Đỏ là phần thưởng năm 1968 cho Quân đoàn 29 - tiền thân của Tập đoàn quân 35.
Trong cuộc Cải cách quân đội Nga năm 2008-2011, Tập đoàn quân 35 gồm hai sư đoàn bộ binh ô tô (số 21 và 370), một sư đoàn pháo binh - súng máy (sư đoàn 69), và một số đơn vị chiến đấu, đơn vị bảo đảm nhỏ hơn. Năm 2009, Sư đoàn 128 được tái biên thành Lữ đoàn 69. 
Tại thời điểm năm 2020, Tập đoàn quân 35 có các đơn vị trực thuộc sau:
- Bộ tư lệnh
- Lữ đoàn bộ binh ô tô Cận vệ độc lập 38 (Huân chương Lenin, Huân chương Cờ Đỏ, Huân chương Suvorov) (số hiệu đơn vị: 21720);
- Lữ đoàn bộ binh ô tô Cận vệ độc lập 64 (51460);
- Lữ đoàn yểm trợ 69 (Huân chương Sao đỏ) (61424);
- Lữ đoàn tên lửa 107 (Huân chương Lenin, Huân chương Cờ đỏ) (47062);
- Lữ đoàn pháo binh Cận vệ 165 (Huân chương Cờ đỏ, Huân chương Kutuzov, Huân chương Bohdan Khmelnitsky) (02901);
- Lữ đoàn tên lửa phòng không Cận vệ 71 (01879);
- Lữ đoàn Bộ tư lệnh 54 (Huân chương Sao Đỏ) (53790);
- Trung đoàn phòng thủ bức xạ, hóa học và sinh học số 35 (59792);
- Trung đoàn kỹ thuật vô tuyến điện độc lập 318 (63554);
- Tiểu đoàn sửa chữa và phục hồi độc lập 82 (98673);
- Căn cứ tên lửa phòng không kỹ thuật 4729 (06455);
- Sở chỉ huy phòng không 643;
- Trung tâm trinh sát chỉ huy 714 (32863);
- Đại đội đặc nhiệm độc lập 63.

Tư lệnh Tập đoàn quân 35 hiện tại là Thiếu tướng Sergey Semenovich Nyrkov, liền trước đó là Trung tướng Aleksandr Semyonovich Sanchik (hiện nay là Thượng tướng, Tư lệnh Quân khu Nam).
Khi Nga xâm lược Ukraina, các đơn vị của Tập đoàn quân 35 được phái đến Belarus từ đó đánh xuống Kyiv, sau đó tham chiến ở nhiều nơi, từ Izium đến Kherson.